# スロウ・ダウン
「スロウ・ダウン」（Slow Down）は、ラリー・ウィリアムズの楽曲である。1957年にレコーディングが行われ、1958年3月にスペシャルティ・レコードからシングル盤『ディジー・ミス・リジー』のB面曲として発売された。後にA面曲と共にビートルズによってカバーされた。

## レコーディング
「スロウ・ダウン」のレコーディングは、1957年9月11日にカリフォルニア州ハリウッドにあるマスター・レコーダーズで行なわれた。音楽ジャーナリストのジーン・スクラッティは、バックバンドによる演奏について「止められない、ノン・ギミックで、叩きつけるようなピアノの音と沸き立つようなサックスで制御不能になりそうな『スロウ・ダウン』は、間違いなくウィリアムズの最もヒッピーな曲だ」と評している。
演奏者および担当楽器は、以下のとおりとなっている。
- ラリー・ウィリアムズ - ボーカル、ピアノ
- ジュウェル・グラント - バリトン・サクソフォーン
- プラス・ジョンソン（英語版） - テナー・サクソフォーン
- レナ・ホール（英語版） - ギター
- テッド・ブリンソン - ベース
- アール・パーマー - ドラムス

## ビートルズによるカバー
ビートルズは、1960年より「スロウ・ダウン」をレパートリーの1つとしていた。1963年7月16日にBBCラジオの『Pop Go The Beatles』用に演奏が録音され、8月20日に放送された。当時の演奏は、1994年に発売された『ザ・ビートルズ・ライヴ!!アット・ザ・BBC』に収録されている。1964年6月1日と4日に「スロウ・ダウン」のカバー・バージョンのレコーディングが行われた。リズムトラックは3テイクで録音され、テイク3にジョン・レノンのボーカルとジョージ・ハリスンのソロが加えられた。ビートルズがコペンハーゲンにいた6月4日、ジョージ・マーティンによってピアノがオーバー・ダビングされた。
ビートルズによるカバー・バージョンは、イギリスでは1964年6月19日に発売されたEP『のっぽのサリー』に収録された。アメリカでは同月にキャピトル・レコードから発売されたアルバム『サムシング・ニュー』に収録された後、シングル盤『マッチ・ボックス」のB面曲として発売された。Billboard Hot 100では最高位25位を獲得。
音楽評論家のイアン・マクドナルドは、著書『Revolution in the Head』の中でビートルズによるカバー・バージョンについて「ビートルズ史上最も成功しなかったロックンロール・カバーの1つ」「底力、推進力、基本的なまとまりに欠ける」と批判し、「ギターソロは恥ずかしいもので、サウンド・バランスはめちゃくちゃ」と述べている。また、曲の1分14秒のところで、ピアノの音が一瞬消えて、ポール・マッカートニーのベースの音が聴こえなくなるという編集ミスを指摘している。

### クレジット
※出典
- ジョン・レノン - ボーカル、リードギター
- ポール・マッカートニー - ベース
- ジョージ・ハリスン - リズムギター
- リンゴ・スター - ドラムス
- ジョージ・マーティン - ピアノ

## その他のアーティストによるカバー
- ジェリー&ザ・ペースメイカーズ - 1963年に発売されたアルバム『How Do You Like It?』に収録[11]。
- ザ・ジャム - 1977年に発売されたアルバム『In the City』に収録[12]。
- ラスカルズ - 1986年に発売されたアルバム『In Retrospect』に収録[13]。
- ピート・ベスト - 1988年のリヴァプール公演で演奏しており、当時の演奏が1992年に発売された『Live at the Adelphi: Liverpool 1988』に収録された[14]。
- ブライアン・メイ - 1998年に発売されたアルバム『アナザー・ワールド』に収録[15]。